# Champniers-et-Reilhac
Pour les articles homonymes, voir Champniers et Reilhac.
Champniers-Reilhac redirige ici.
Champniers-et-Reilhac (nom officiel), ou Champniers-Reilhac (nom local), est une commune française située dans le département de la Dordogne, en région Nouvelle-Aquitaine. Elle jouxte la Haute-Vienne.
Elle est intégrée au parc naturel régional Périgord-Limousin.

## Géographie

### Généralités
La commune de Champniers-et-Reilhac est située en Nontronnais, tout au nord du département de la Dordogne. En distances orthodromiques, elle se trouve 45 km à l'est d'Angoulême et autant au sud-ouest de Limoges. Elle est arrosée par le Trieux et son affluent le Nauzon.
Le bourg de Champniers, à la jonction des routes départementales (RD) 90, 110, 111 et 675, est situé, en distances orthodromiques, sept kilomètres au nord-est de Piégut et dix-huit kilomètres à l'est de Montbron en Charente. Le village de Reilhac est situé trois kilomètres au nord-ouest de Champniers.

### Communes limitrophes
La commune est limitrophe de cinq communes, dont deux dans le département de la Haute-Vienne. À l'est, la commune de Marval, également située en Haute-Vienne, est distante du territoire communal d'environ 200 mètres.
| Maisonnais-sur-Tardoire (Haute-Vienne) |                       | Saint-Mathieu (Haute-Vienne) |
| Busserolles                            | Champniers-et-Reilhac |                              |
|                                        | Piégut-Pluviers       | Saint-Barthélemy-de-Bussière |

### Géologie et relief

#### Géologie
Situé sur la plaque nord du Bassin aquitain et bordé à son extrémité nord-est par une frange du Massif central, le département de la Dordogne présente une grande diversité géologique. Les terrains sont disposés en profondeur en strates régulières, témoins d'une sédimentation sur cette ancienne plate-forme marine. Le département peut ainsi être découpé sur le plan géologique en quatre gradins différenciés selon leur âge géologique. Champniers-et-Reilhac est dans le gradin extrême nord-est que constitue le dernier contrefort du Massif central, avec des roches cristallines formées à l'ère primaire, antérieurement au Carbonifère.
Les couches affleurantes sur le territoire communal sont constituées de formations superficielles du Quaternaire datant du Cénozoïque et de roches sédimentaires du Mésozoïque et du Paléozoïque, ainsi que de roches métamorphiques et magmatiques. La formation la plus ancienne, notée ξ1, se compose de micaschistes lamelleux à deux micas, parfois grenats et silicates d'alumine (groupe de la Dronne, Néoprotérozoïque à Cambrien). La formation la plus récente, notée Fy3-z, fait partie des formations superficielles de type alluvions subactuelles à actuelles. Le descriptif de ces couches est détaillé dans  les feuilles « no 710 - Montbron » et « no 711 - Châlus » de la carte géologique au 1/50 000 de la France métropolitaine, et leurs notices associées,.

Carte géologique de Champniers-et-Reilhac.

#### Relief et paysages
Le département de la Dordogne se présente comme un vaste plateau incliné du nord-est (491 m, à la forêt de Vieillecour dans le Nontronnais, à Saint-Pierre-de-Frugie) au sud-ouest (2 m à Lamothe-Montravel). L'altitude du territoire communal varie quant à elle entre 185 m au nord-ouest, en amont du Moulin de Leymeronie, là où le Trieux et le Nauzon confluent en limite de Busserolles et de Maisonnais-sur-Tardoire, et 360 m à l'extrême-est, en limite de Saint-Mathieu et de Saint-Barthélemy-de-Bussière.
Dans le cadre de la Convention européenne du paysage entrée en vigueur en France le 1er juillet 2006, renforcée par la loi du 8 août 2016 pour la reconquête de la biodiversité, de la nature et des paysages, un atlas des paysages de la Dordogne a été élaboré sous maîtrise d’ouvrage de l’État et publié en octobre 2020. Les paysages du département s'organisent en huit unités paysagères et 14 sous-unités. La commune est dans l'unité paysagère du « Périgord limousin » qui correspond à la région naturelle du Nontronnais. Ce territoire forme un plateau collinaire aux pentes douces et sommets arasés, d’altitude moyenne autour des 300 m dont le point culminant est également celui de la Dordogne. Ce plateau cristallin est vallonné et dominé par les prairies aux horizons boisés. Il est entaillé de vallées profondes aux versants forestiers,.
La superficie cadastrale de la commune publiée par l'Insee, qui sert de référence dans toutes les statistiques, est de 20,40 km2,,. La superficie géographique, issue de la BD Topo, composante du Référentiel à grande échelle produit par l'IGN, est quant à elle de 21,13 km2.

### Hydrographie

#### Réseau hydrographique
La commune est située dans le bassin versant de la Charente au sein du Bassin Adour-Garonne. Elle est drainée par le Trieux, le Nauzon, le ruisseau de l'Étang Grolhier, le ruisseau de la Francherie, le ruisseau de l'Étang Neuf et par divers petits cours d'eau, qui constituent un réseau hydrographique de 69 km de longueur totale,.
Le Trieux, d'une longueur totale de 29,55 km, prend sa source en Haute-Vienne dans la commune de Marval et se jette dans la Tardoire en rive gauche à Bussière-Badil, face à Écuras,. Il traverse la commune du sud au nord-ouest sur près de sept kilomètres et demi, lui servant de limite naturelle sur trois kilomètres et demi, en deux tronçons, face à Piégut-Pluviers et Busserolles.
Son affluent de rive droite la Francherie prend sa source dans le sud du territoire communal qu'il arrose sur près de trois kilomètres.
Le Nauzon, d'une longueur totale de 11,62 km, prend sa source en Haute-Vienne dans la commune de Saint-Mathieu et se jette dans le Trieux en rive droite, en limite de Champniers-et-Reilhac et de Maisonnais-sur-Tardoire, face à Busserolles,. Il borde la commune au nord sur plus de huit kilomètres, face à Saint-Mathieu et Maisonnais-sur-Tardoire.
Son affluent de rive gauche le ruisseau de l'Étang Neuf sert de limite territoriale au nord-est sur près de deux kilomètres face à Saint-Mathieu.
Le ruisseau de l'Étang Grolhier, affluent de rive gauche du Trieux, borde la commune au sud-ouest sur plus d'un kilomètre. Il forme la retenue de l'étang Grolhier, réserve ornithologique d'une superficie d'environ 27 hectares qui se situe, pour sa partie sud-est, sur la commune.

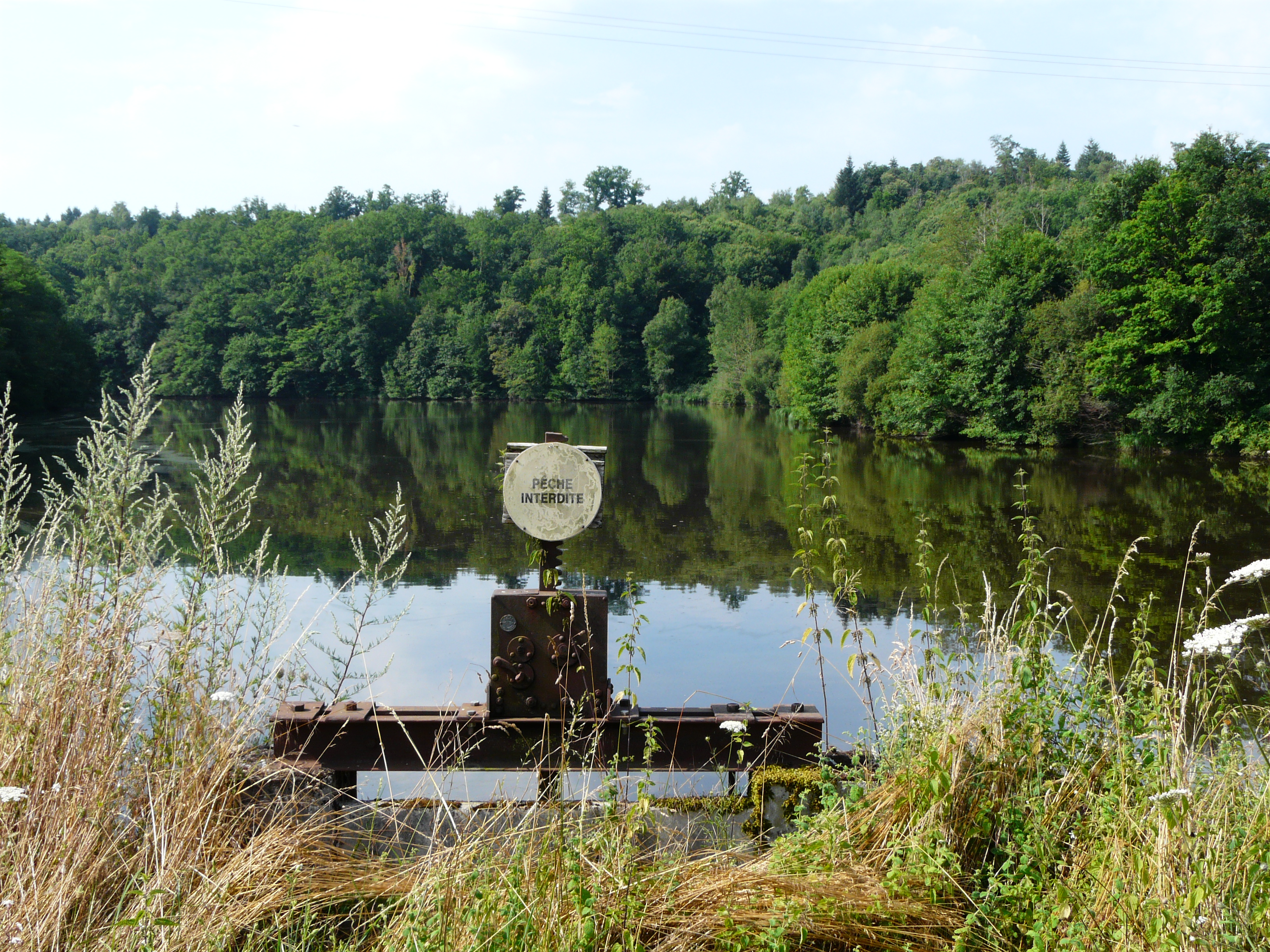
L'étang des Petits Moulins alimenté par le Trieux.
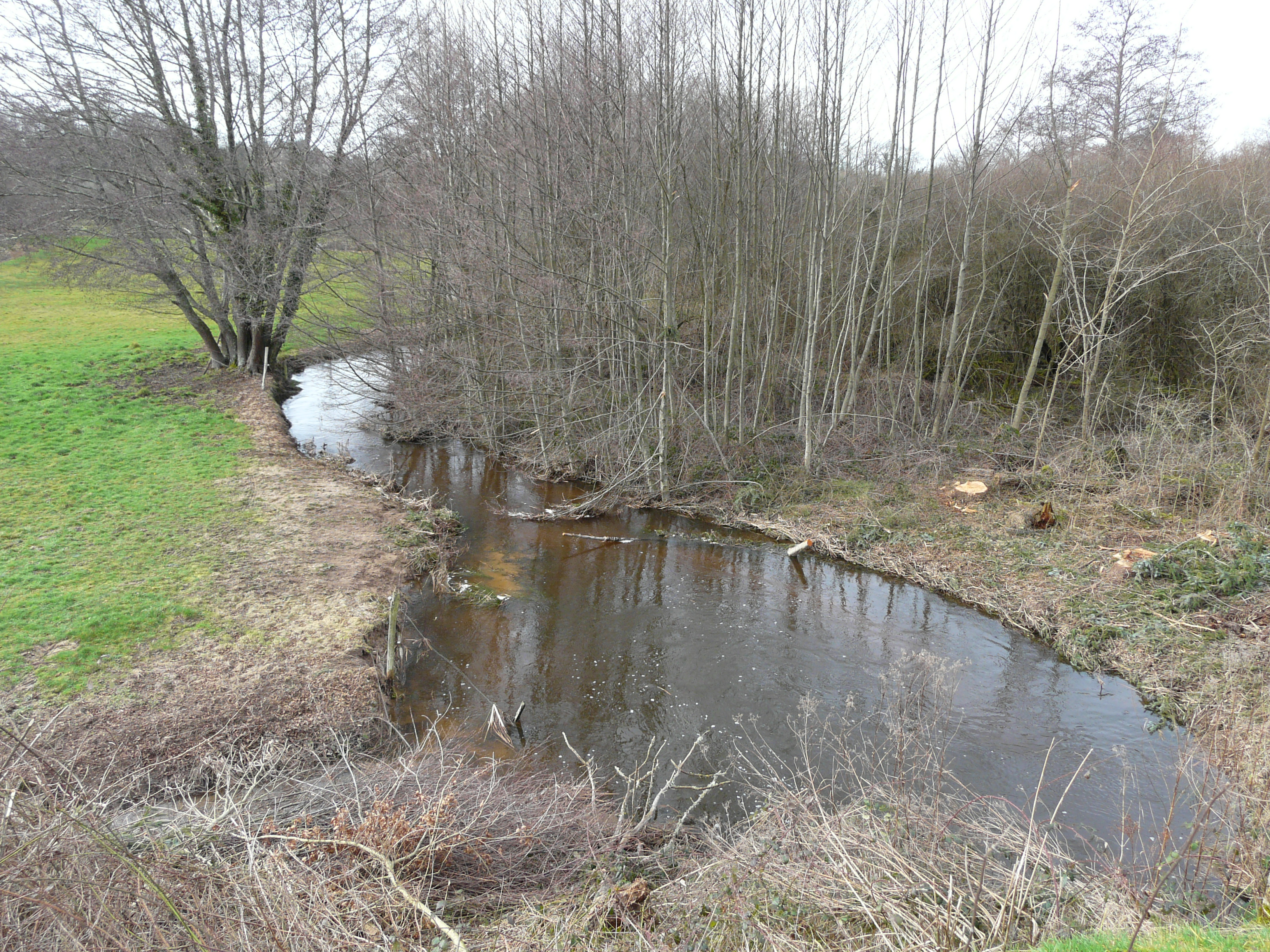
Le Nauzon en limite de Champniers-et-Reilhac et Saint-Mathieu.
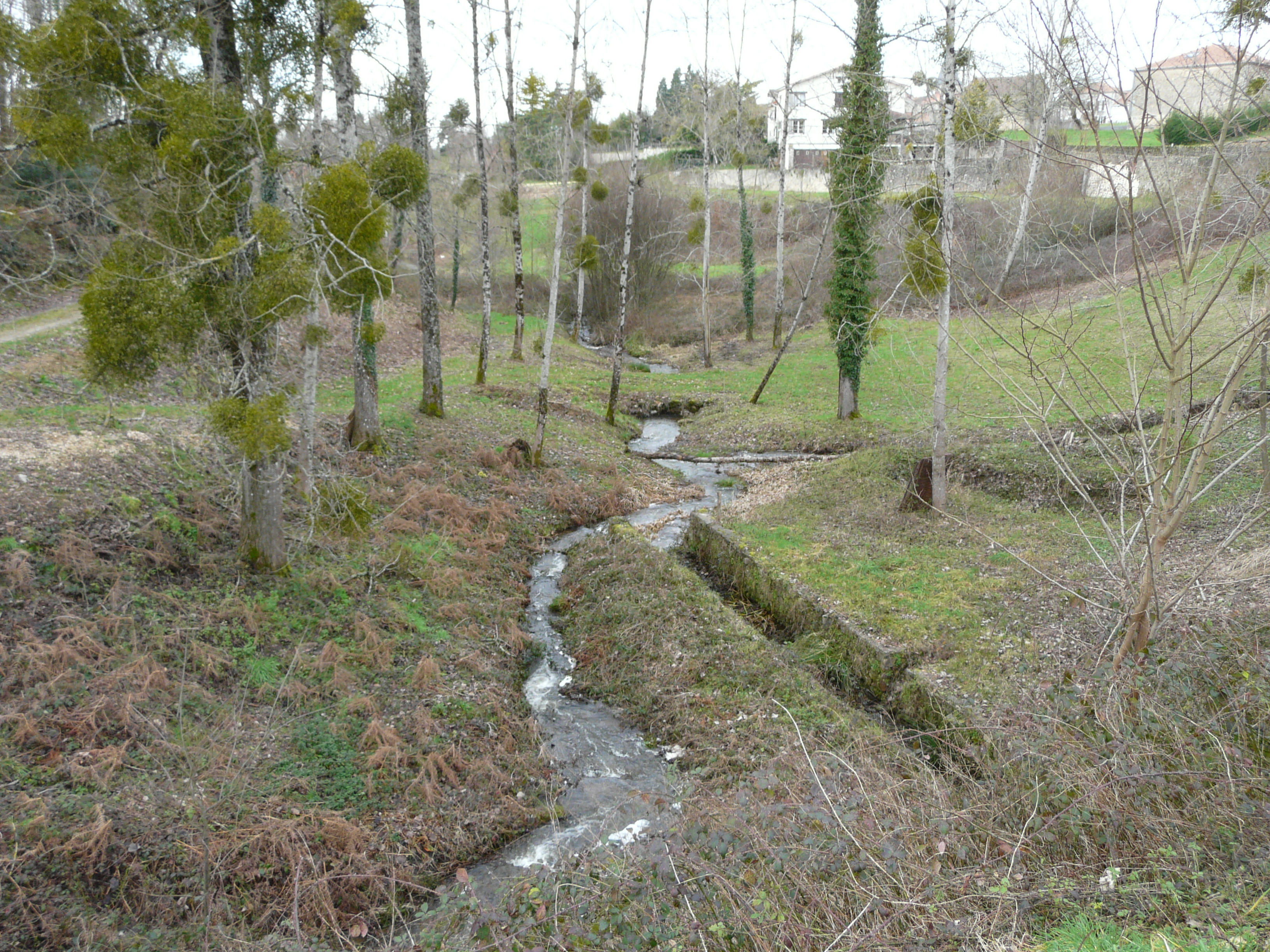
Les exutoires de l'étang de Pouyol, au sud-est du bourg de Champniers.
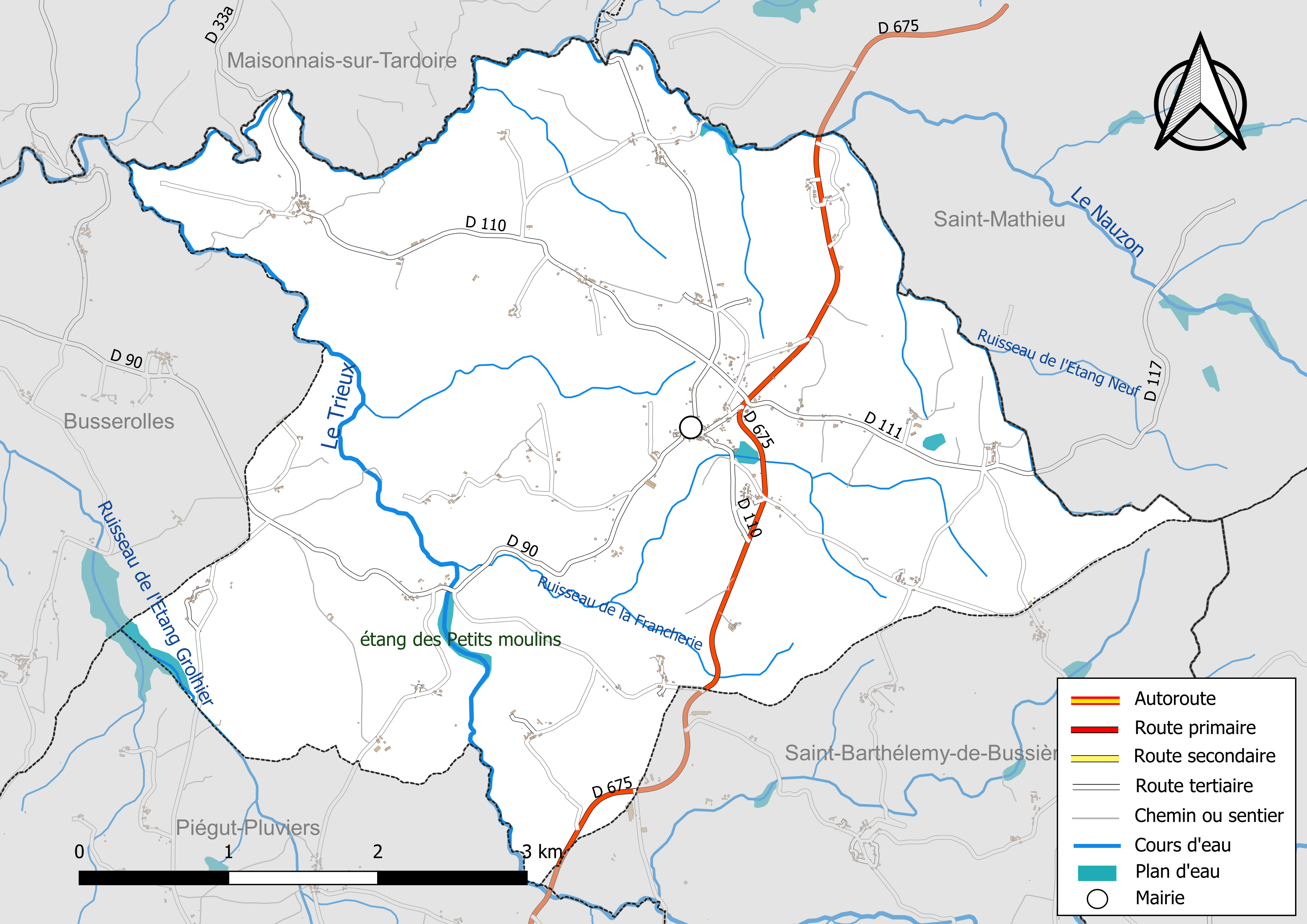
Réseaux hydrographique et routier de Champniers-et-Reilhac.

#### Gestion et qualité des eaux
Le territoire communal est couvert par le schéma d'aménagement et de gestion des eaux (SAGE) « Charente ». Ce document de planification, dont le territoire correspond au bassin de la Charente, d'une superficie de 9 300 km2, a été approuvé le 19 novembre 2019. La structure porteuse de l'élaboration et de la mise en œuvre est l'établissement public territorial de bassin Charente. Il définit sur son territoire les objectifs généraux d’utilisation, de mise en valeur et de protection quantitative et qualitative des ressources en eau superficielle et souterraine, en respect des objectifs de qualité définis dans le troisième SDAGE  du Bassin Adour-Garonne qui couvre la période 2022-2027, approuvé le 10 mars 2022.
La qualité des eaux de baignade et des cours d’eau peut être consultée sur un site dédié géré par les agences de l’eau et l’Agence française pour la biodiversité.

### Climat
Pour des articles plus généraux, voir Climat de la Nouvelle-Aquitaine et Climat de la Dordogne.
Historiquement, la commune est exposée à un climat océanique limousin.  
En 2020, Météo-France publie une typologie des climats de la France métropolitaine dans laquelle la commune est exposée à un climat océanique altéré et est dans une zone de transition entre les régions climatiques « Poitou-Charentes » et « Aquitaine, Gascogne ».
Pour la période 1971-2000, la température annuelle moyenne est de 11,4 °C, avec une amplitude thermique annuelle de 14,7 °C. Le cumul annuel moyen de précipitations est de 1 086 mm, avec 13,3 jours de précipitations en janvier et 7,9 jours en juillet. Pour la période 1991-2020, la température moyenne annuelle observée sur la station météorologique la plus proche, située sur la commune de Champagnac-la-Rivière à 14,79 km à vol d'oiseau, est de 0,0 °C et le cumul annuel moyen de précipitations est de 0,0 mm,. Pour l'avenir, les paramètres climatiques de la commune estimés pour 2050 selon différents scénarios d'émission de gaz à effet de serre sont consultables sur un site dédié publié par Météo-France en novembre 2022.

## Urbanisme

### Typologie
Au 1er janvier 2024, Champniers-et-Reilhac est catégorisée commune rurale à habitat très dispersé, selon la nouvelle grille communale de densité à 7 niveaux définie par l'Insee en 2022.
Elle est située hors unité urbaine et hors attraction des villes,.

### Occupation des sols
L'occupation des sols de la commune, telle qu'elle ressort de la base de données européenne d’occupation biophysique des sols Corine Land Cover (CLC), est marquée par l'importance des territoires agricoles (52,8 % en 2018), en diminution par rapport à 1990 (55,6 %). La répartition détaillée en 2018 est la suivante : 
forêts (45,1 %), zones agricoles hétérogènes (41,6 %), prairies (11,2 %), zones urbanisées (1,8 %), eaux continentales (0,3 %). L'évolution de l’occupation des sols de la commune et de ses infrastructures peut être observée sur les différentes représentations cartographiques du territoire : la carte de Cassini (XVIIIe siècle), la carte d'état-major (1820-1866) et les cartes ou photos aériennes de l'IGN pour la période actuelle (1950 à aujourd'hui).

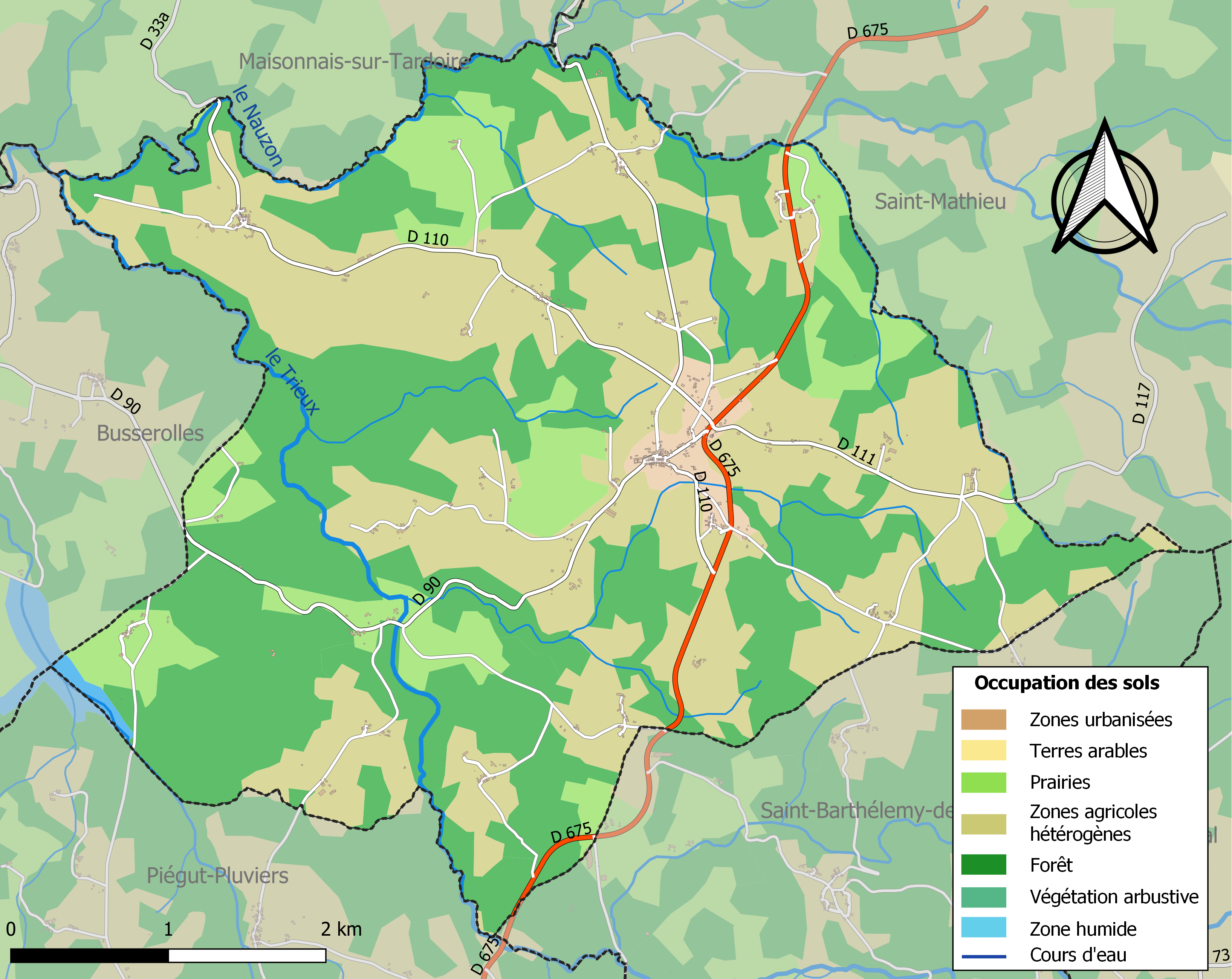
Carte des infrastructures et de l'occupation des sols de la commune en 2018 (CLC).

### Villages, hameaux et lieux-dits
Outre les bourgs de Champniers et de Reilhac proprement dits, la commune se compose d'autres villages ou hameaux, ainsi que de lieux-dits :
- Belair
- Beyranne
- le Bost
- les Brousses
- le Calvaire
- la Chabanne
- la Chabroulie
- Chante Louve
- la Chapaudie
- Chèvre Morte
- chez Gonneau
- chez Tendeau
- le Cluzeau
- la Coudenie
- les Fougères
- la Francherie
- le Grafeuil
- le Grand Bost
- Gué du Bost
- les Juries
- Laubergie
- les Maisonnettes
- Maisonneuve
- Maison Seule
- Marcillac
- les Métairies
- le Moulin de la Chabroulie
- Papey
- la Parentie
- la Petite Chabane
- les Petites Brousses
- les Petits Moulins
- les Prades
- le Puy
- Puyfaud
- les Simonies
- les Tamouzies
- la Trémoulie.

### Prévention des risques
Le territoire de la commune de Champniers-et-Reilhac est vulnérable à différents aléas naturels : météorologiques (tempête, orage, neige, grand froid, canicule ou sécheresse), feux de forêts et séisme (sismicité faible). Il est également exposé à un risque particulier : le risque de radon. Un site publié par le BRGM permet d'évaluer simplement et rapidement les risques d'un bien localisé soit par son adresse soit par le numéro de sa parcelle.

#### Risques naturels
Champniers-et-Reilhac est exposée au risque de feu de forêt. L’arrêté préfectoral du 14 mars 2013 fixe les conditions de pratique des incinérations et de brûlage dans un objectif de réduire le risque de départs d’incendie. À ce titre, des périodes sont déterminées : interdiction totale du 15 février au 15 mai et du 15 juin au 15 octobre, utilisation réglementée du 16 mai au 14 juin et du 16 octobre au 14 février. En septembre 2020, un plan inter-départemental de protection des forêts contre les incendies (PidPFCI) a été adopté pour la période 2019-2029,.
La commune a été reconnue en état de catastrophe naturelle au titre des dommages causés par les inondations et coulées de boue survenues en 1982, 1983 et 1999 et par des mouvements de terrain en 1999.

#### Risque particulier
Dans plusieurs parties du territoire national, le radon, accumulé dans certains logements ou autres locaux, peut constituer une source significative d’exposition de la population aux rayonnements ionisants. Selon la classification de 2018, la commune de Champniers-et-Reilhac est classée en zone 3, à savoir zone à potentiel radon significatif.

## Toponymie

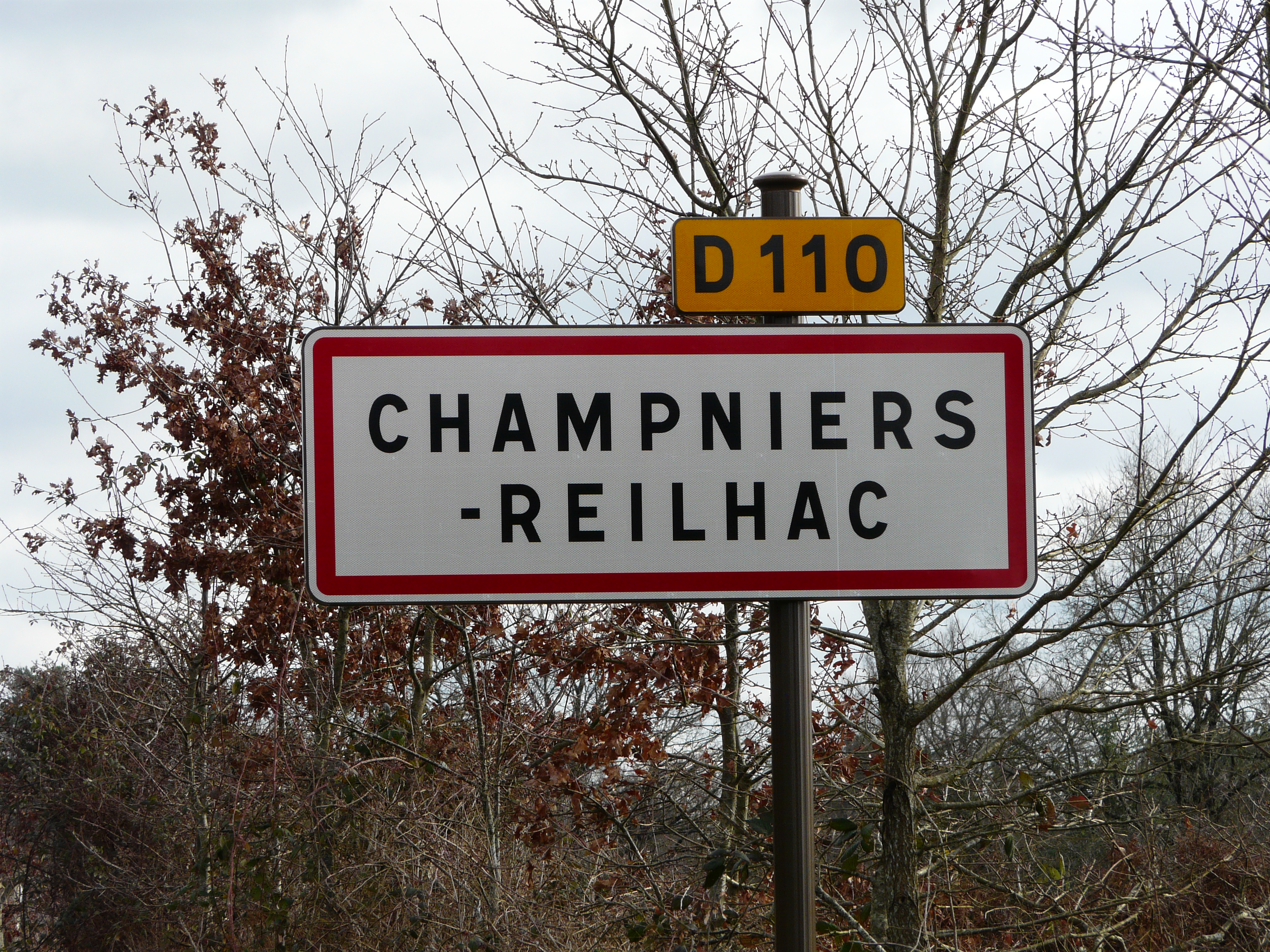
Panneau d'entrée à Champniers-et-Reilhac.

Champniers-et-Reilhac est le nom officiel de la commune, mais localement, elle est parfois nommée Champniers-Reilhac.
« Champniers » signifie « champs noirs », alors que « Reilhac » correspond au « domaine de Regulius », nom d'un personnage gallo-roman auquel a été ajouté le suffixe -acum.
En occitan, la commune porte le nom de Champs Niers e Relhac.

## Histoire
La voie antique de Périgueux à Poitiers passe près de Reilhac. Une villa gallo-romaine a été découverte en 1922 près de l'étang des Petits Moulins alimenté par le Trieux, en bordure sud de la commune.
Si les premières mentions connues des lieux remontent au XIVe siècle sous les formes « Champnier » et Relhacum, les églises des deux sites ont été bâties deux siècles auparavant,. Sur la carte de Cassini représentant la France entre 1756 et 1789, le village de Reilhac est identifié sous le nom de Reilliat.
En 1805, les communes de Champniers et de Reilhac fusionnent sous le nom de Reilhac-et-Champniers. À la suite du transfert du chef-lieu de la commune de Reilhac vers Champniers en 1847, Reilhac-et-Champniers prend le nom de Champniers-et-Reilhac.

## Politique et administration

### Rattachements administratifs et électoraux
Dès 1790, la commune de Champniers a été rattachée au canton de Bussière qui dépendait du district de Nontron jusqu'en 1795, date de suppression des districts. En 1801, ce canton devient le canton de Bussière-Badil, dépendant de l'arrondissement de Nontron. En 1805, la commune est intégrée à celle de Reilhac-et-Champniers puis, à la suite du transfert du chef-lieu de Reilhac vers Champniers, la commune devient Champniers-et-Reilhac en 1847.
Dans le cadre de la réforme de 2014 définie par le décret du 21 février 2014, le canton de Nontron disparaît aux élections départementales de mars 2015. La commune est alors rattachée au canton du Périgord vert nontronnais, dont le bureau centralisateur reste fixé à Nontron.

### Intercommunalité
Fin 2000, Champniers-et-Reilhac intègre dès sa création la communauté de communes du Périgord vert granitique. Celle-ci est dissoute au 31 décembre 2013 et remplacée au 1er janvier 2014 par la communauté de communes du Haut-Périgord. Au 1er janvier 2017, celle-ci fusionne avec la communauté de communes du Périgord vert nontronnais pour former la communauté de communes du Périgord Nontronnais.

### Administration municipale
La population de la commune étant comprise entre 100 et 499 habitants au recensement de 2017, onze conseillers municipaux ont été élus en 2020,.

### Liste des maires

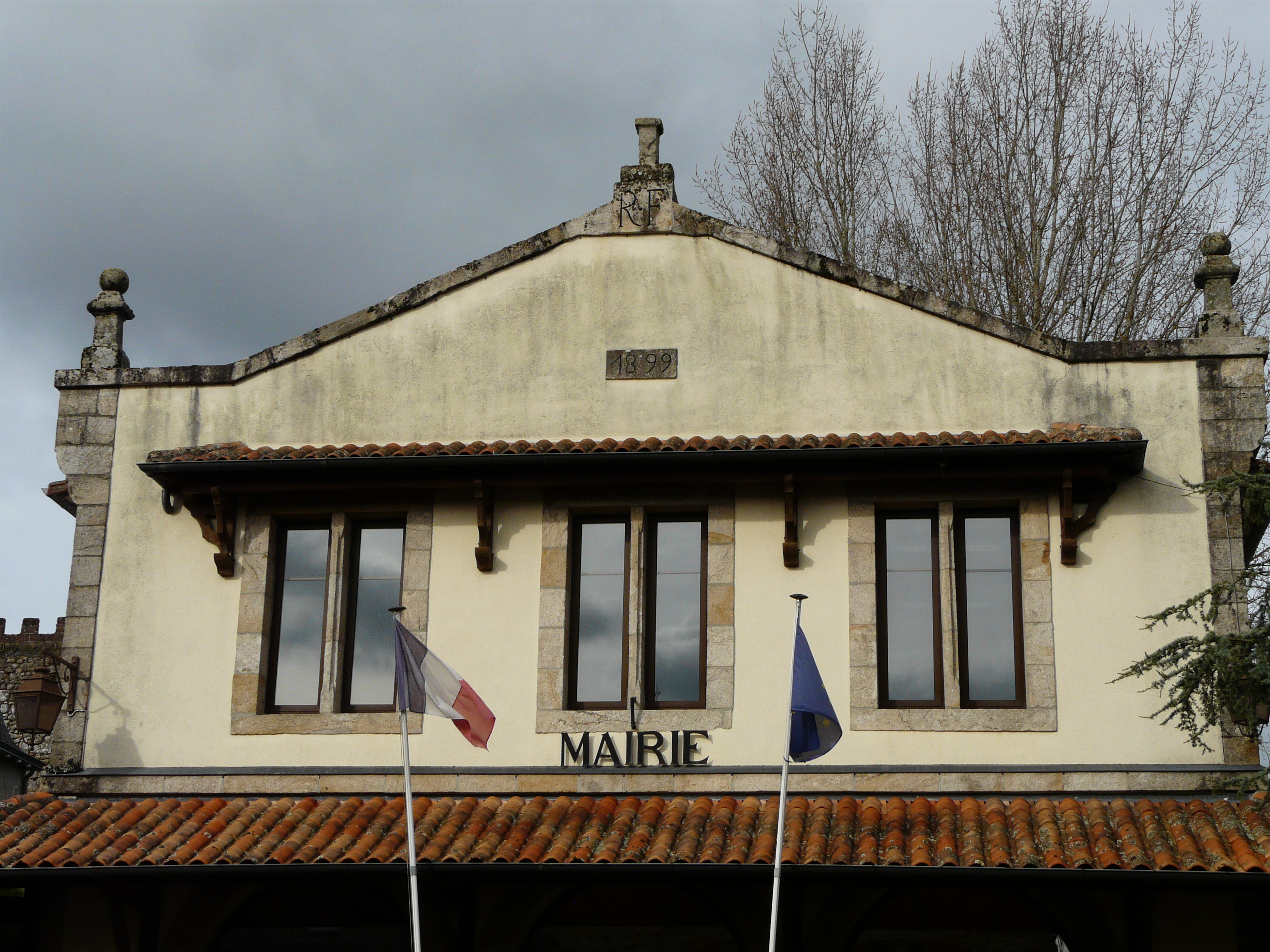
L'étage du bâtiment de la mairie.

| Période                                  | Période        | Identité                    | Étiquette | Qualité                                                               |
| ---------------------------------------- | -------------- | --------------------------- | --------- | --------------------------------------------------------------------- |
| Les données manquantes sont à compléter. |                |                             |           |                                                                       |
|                                          |                |                             |           |                                                                       |
| (1882 ou avant)                          | mars 1890      | Numa du Plantier            |           |                                                                       |
| avril 1890                               | juin 1890      | Aimé Jardry                 |           |                                                                       |
| août 1890                                | 1896           | Raymond Barbe               |           |                                                                       |
| 1896                                     | mai 1901       | Charles Dubouché            |           |                                                                       |
| mai 1901                                 | septembre 1910 | Albert Grandchamp           |           |                                                                       |
| septembre 1910                           | 1917           | Pierre Marcillaud           |           | Négociant                                                             |
| 1917                                     | 1918           | Antoine Martial             |           |                                                                       |
| 1918                                     | mai 1925       | Jean Lavaure                |           |                                                                       |
| mai 1925                                 | mars 1959      | Henri Bourdeau (dit Lavoix) | Radical   | Conseiller d'arrondissement du canton de Bussière-Badil (1931 à 1940) |
| mars 1959                                | mars 1971      | Artur de La Rochefoucauld   |           |                                                                       |
| mars 1971                                | mars 1977      | Germain Lhomme              |           |                                                                       |
| mars 1977                                | mars 1983      | Jean Giraud                 |           |                                                                       |
| mars 1983                                | mars 2008      | Marc Robert                 |           |                                                                       |
| mars 2008 (réélu en juillet 2020)        | En cours       | Daniel Védrenne             | DVD       | Artisan charpentier couvreur                                          |

## Équipements et services publics

### Enseignement
En 2013, Champniers-et-Reilhac est organisée en regroupement pédagogique intercommunal (RPI) avec la commune de Piégut-Pluviers au niveau des classes de primaire. La commune se charge des classes de cours élémentaire, le cours préparatoire et les classes de cours moyen s'effectuant à Piégut-Pluviers.

### Justice
Dans le domaine judiciaire, Champniers-et-Reilhac relève : 
- du tribunal judiciaire, du tribunal pour enfants, du conseil de prud'hommes et du tribunal de commerce de Périgueux ;
- du pôle Nationalité du tribunal judiciaire de Périgueux (compétent uniquement dans le domaine de la nationalité) ;
- de la cour d'appel, du tribunal administratif et de la cour administrative d'appel de Bordeaux.

## Population et société

### Démographie
Les habitants de Champniers-et-Reilhac se nomment les Champniérois
La commune de Champniers a existé jusqu'en 1805, date à laquelle elle a fusionné avec celle de Reilhac sous le nom de Reilhac-et-Champniers, jusqu'en 1847, année lors de laquelle la commune prend le nom de Champniers-et-Reilhac.
L'évolution du nombre d'habitants est connue à travers les recensements de la population effectués dans la commune depuis 1793. Pour les communes de moins de 10 000 habitants, une enquête de recensement portant sur toute la population est réalisée tous les cinq ans, les populations de référence des années intermédiaires étant quant à elles estimées par interpolation ou extrapolation. Pour la commune, le premier recensement exhaustif entrant dans le cadre du nouveau dispositif a été réalisé en 2007.

En 2022, la commune comptait 511 habitants, en évolution de +9,42 % par rapport à 2016 (Dordogne : +0,37 %, France hors Mayotte : +2,11 %).
| 1793 | 1800 | 1851  | 1856  | 1861  | 1866  | 1872  | 1876  | 1881  |
| ---- | ---- | ----- | ----- | ----- | ----- | ----- | ----- | ----- |
| 810  | 816  | 1 116 | 1 136 | 1 085 | 1 140 | 1 026 | 1 136 | 1 136 |

| 1886  | 1891  | 1896  | 1901  | 1906  | 1911  | 1921 | 1926 | 1931 |
| ----- | ----- | ----- | ----- | ----- | ----- | ---- | ---- | ---- |
| 1 126 | 1 182 | 1 147 | 1 130 | 1 119 | 1 060 | 991  | 986  | 918  |

| 1936 | 1946 | 1954 | 1962 | 1968 | 1975 | 1982 | 1990 | 1999 |
| ---- | ---- | ---- | ---- | ---- | ---- | ---- | ---- | ---- |
| 859  | 788  | 750  | 694  | 661  | 554  | 548  | 544  | 533  |

| 2006 | 2007 | 2012 | 2017 | 2022 | - | - | - | - |
| ---- | ---- | ---- | ---- | ---- | - | - | - | - |
| 511  | 508  | 500  | 455  | 511  | - | - | - | - |

## Économie

### Emploi
En 2015, parmi la population communale comprise entre 15 et 64 ans, les actifs représentent 178 personnes, soit 37,2 % de la population municipale. Le nombre de chômeurs (vingt-six) a légèrement diminué par rapport à 2010 (vingt-sept) et le taux de chômage de cette population active s'établit à 9,4 %.

### Établissements
Au 31 décembre 2015, la commune compte 60 établissements, dont 31 au niveau des commerces, transports ou services, treize dans la construction, six dans l'agriculture, la sylviculture ou la pêche, six dans l'industrie, et quatre relatifs au secteur administratif, à l'enseignement, à la santé ou à l'action sociale.

## Culture locale et patrimoine

### Lieux et monuments
- Château de Champniers dont il reste une tour carrée[65]
- Château de Reilhac du XVIIe siècle[66]
- Église Saint-Paixent de Champniers des XIIe et XVe siècles, avec clocher octogonal[47]
- Église Saint-Paul de Reilhac, romane du XIIe siècle, classée monument historique en 1965[67]

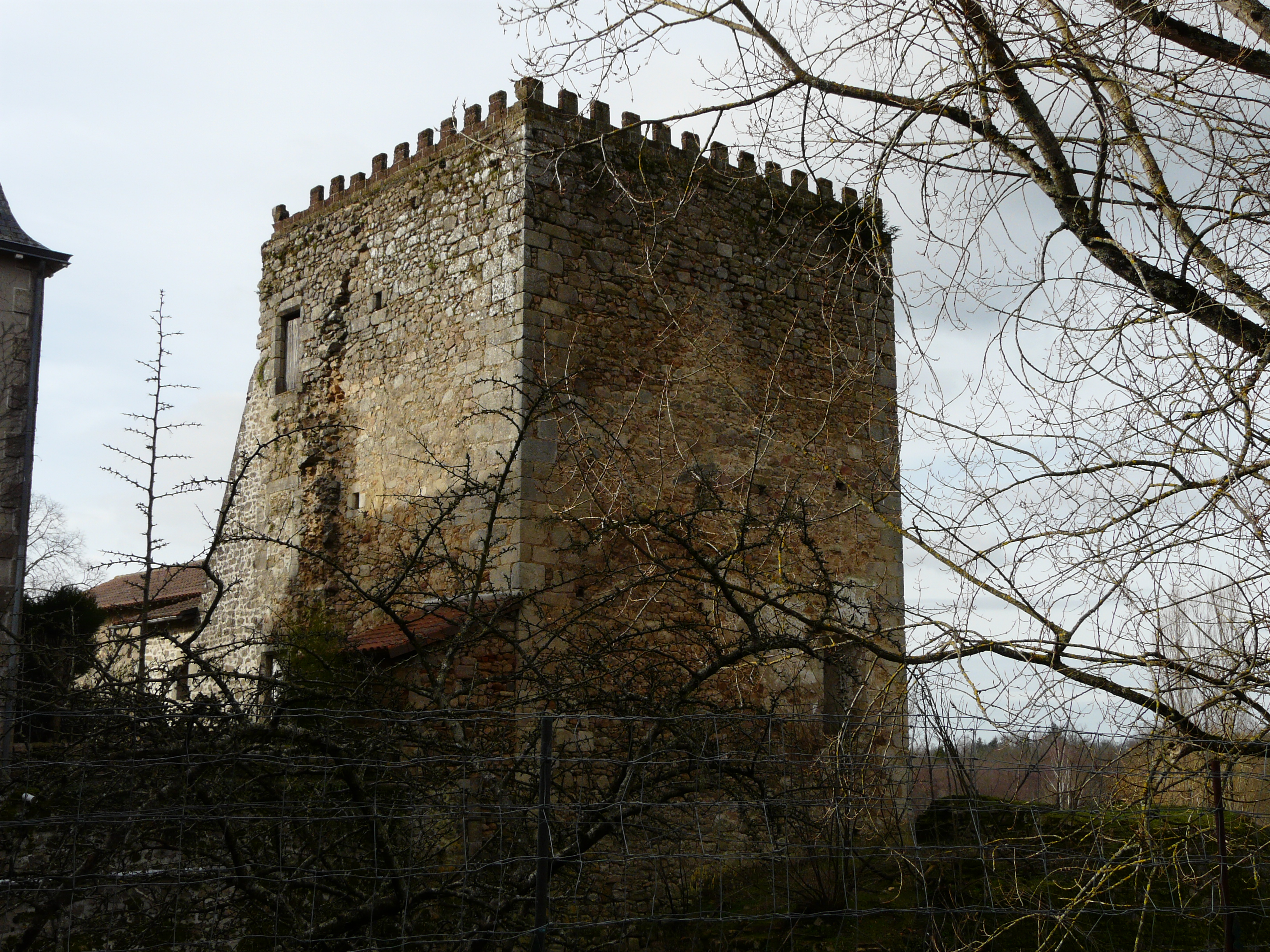
Le château de Champniers.
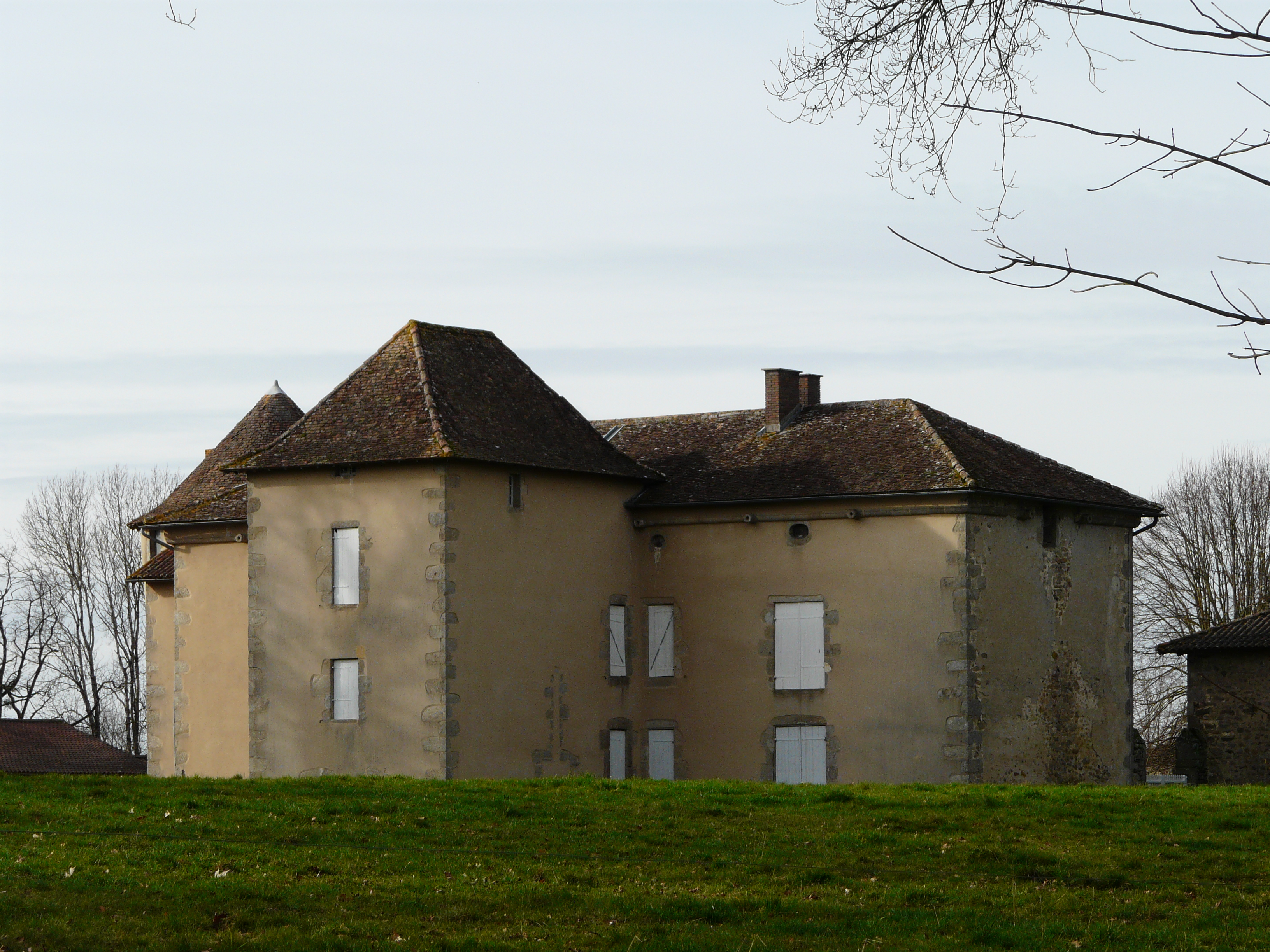
Le château de Reilhac.
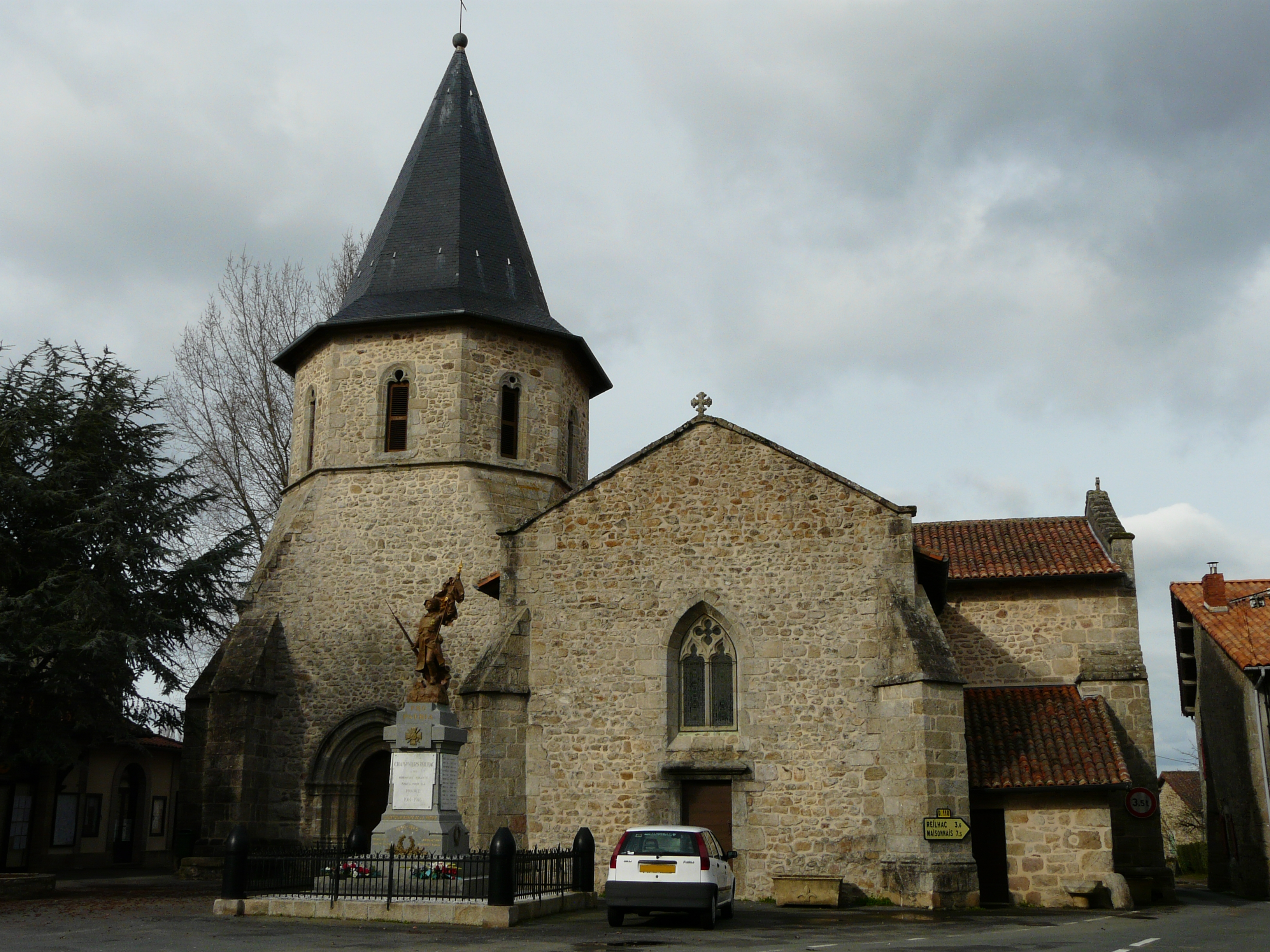
L'église Saint-Paixent de Champniers.
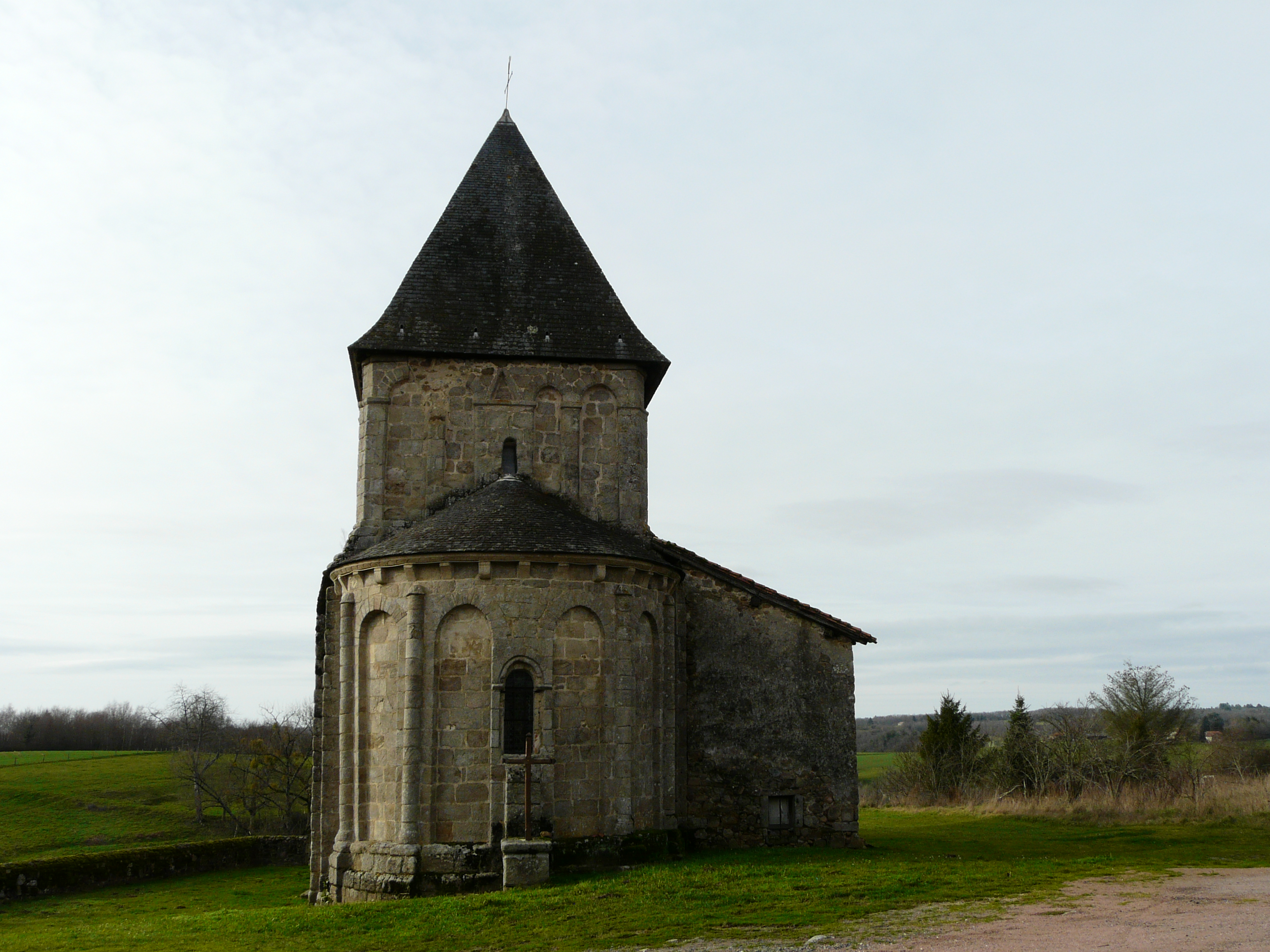
L'église Saint-Paul de Reilhac.
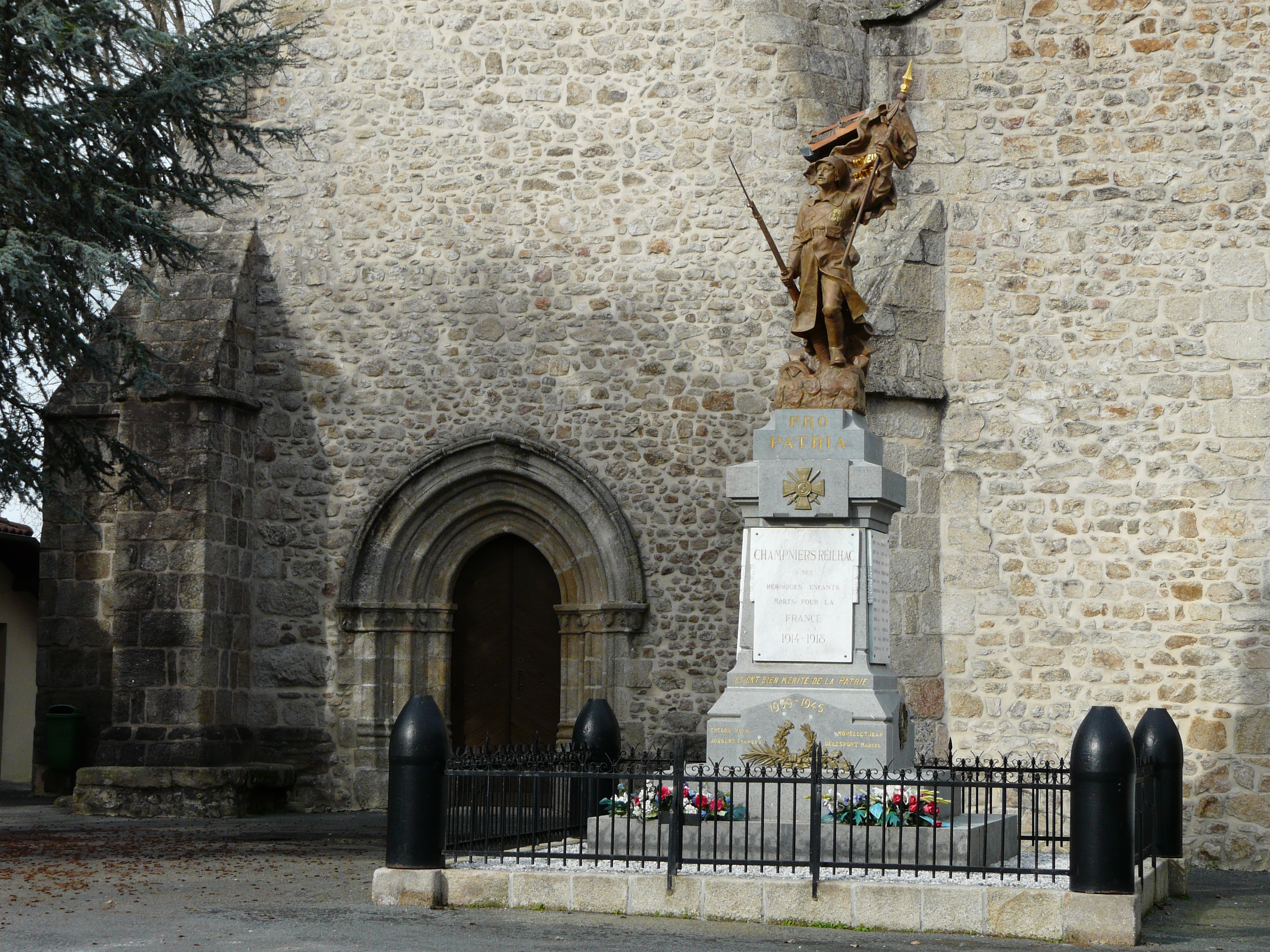
Le monument aux morts.

### Patrimoine naturel

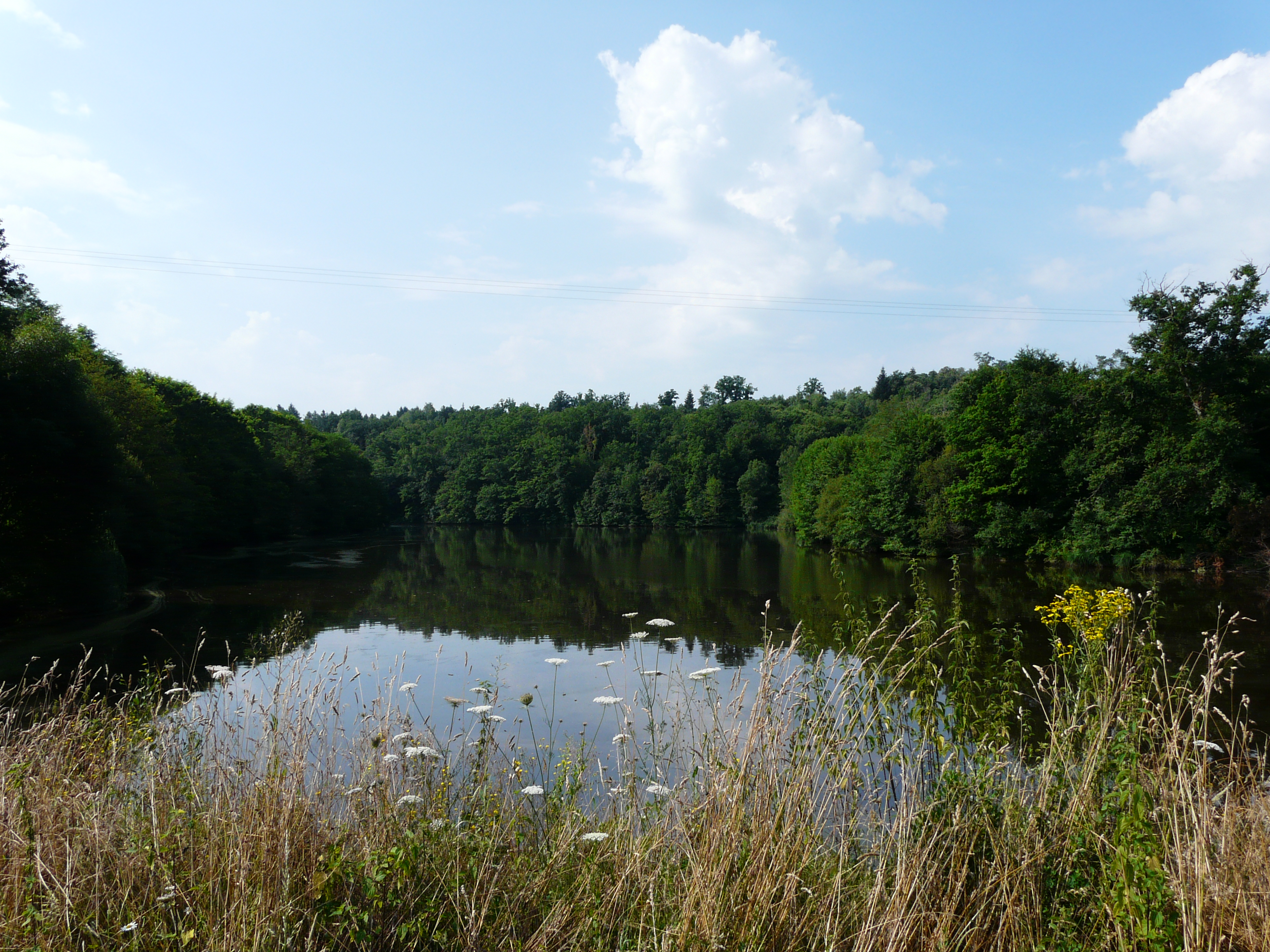
L'étang des Petits Moulins, alimenté par le Trieux.

La commune fait partie du parc naturel régional Périgord-Limousin depuis la création de celui-ci en 1998, adhésion renouvelée en 2011.
Sur le territoire communal, les vallées du  Trieux et de trois de ses affluents, le Nauzon, le ruisseau de la Francherie et le ruisseau de l'Étang Grolhier, sont protégées au titre de la zone naturelle d'intérêt écologique, faunistique et floristique (ZNIEFF) de type I « Vallées du réseau hydrographique de la Tardoire et du Trieux » dont la flore est constituée de près d'une quarantaine d'espèces de plantes, dont quatre sont considérées comme déterminantes : l'adoxe musquée, ou moscatelline, ou muscatelle (Adoxa moschatellina), la corydale à bulbe plein (Corydalis solida), l'isopyre faux-pigamon (Isopyrum thalictroides) et la jacinthe des bois, ou jacinthe sauvage (Hyacinthoides non-scripta),.
Au sud-ouest du territoire communal, l'étang Grolhier est partagé entre les communes de Busserolles (10,7 hectares), Champniers-et-Reilhac (4,2 hectares) et Piégut-Pluviers (7,5 hectares). L'étang est au centre d'un site inscrit pittoresque de 233 hectares depuis 1979.

### Personnalités liées à la commune
- Fernand Dupuy (1917-1999), homme politique, membre du Parti communiste français, maire de Choisy-le-Roi et député de la Seine puis du Val-de-Marne[74], est enterré à Champniers-et-Reilhac.

## Pour approfondir